# UGC 4904
UGC 4904 è una galassia spirale barrata situata nella costellazione della Lince alla distanza di circa 77 milioni di anni luce dalla Terra.
L'11 ottobre del 2006 in questa galassia fu osservata l'esplosione di una supernova, catalogata come SN 2006jc, che era stata preceduta il 20 ottobre 2004 dall'esplosione di una cosiddetta supernova impostora, che è lo scoppio di una stella che simula quella di una supernova ma che non si risolve con la distruzione della stella progenitrice. Come tale è considerata una categoria di nova estremamente potente; sono anche conosciute come supernovae di tipo V, analoghe della Eta Carinae ed eruzioni giganti di variabili luminose blu (LBV).
La stella in questione effettuò una rapida transizione da stella variabile luminosa blu (LBV) a stella di Wolf-Rayet prima di esplodere come ipernova